# エステル・スタム
エステル・スタム（Esther Stam 1987年3月11日- ）は、ジョージアの柔道選手。オランダのズトフェン出身。階級は63kg級と70kg級。身長174cm。

## 人物
2002年からヨーロッパカデ63kg級を2連覇した。2003年にはヨーロッパユースオリンピックフェスティバルでも優勝した。その後ジュニアの大会で活躍すると、2007年にはU23ヨーロッパ選手権で優勝したが、2008年の北京オリンピックには国内に世界選手権3位のエリザベト・ウィルボーダスがいたために出場できなかった。2011年にはユニバーシアードの決勝で世界選手権2位の日本の田中美衣と対戦すると、足取りの反則により優勝したが、2012年のロンドンオリンピックにはウィルボーダスや世界選手権3位のアニカ・ファンエムデンがいたために再び出場を阻まれた。その後階級を70kg級に上げるも、オランダ国内には世界選手権3位のキム・ポリングやリンダ・ボルダーがいたために、2014年にはジョージア(当時はグルジア)に国籍を変更してオリンピック代表を狙うことになった(なお、国内2番手だったボルダーもポリングとの代表争いを避けて、2015年にイスラエルに国籍を変更した)。2016年のヨーロッパ選手権では決勝で世界チャンピオンであるフランスのジブリズ・エマヌに敗れるも2位となり、大陸枠でリオデジャネイロオリンピック出場権を得た。リオデジャネイロオリンピックではジョージアの女子柔道選手として史上初めての出場となったが、2回戦でカナダのケリタ・ズパンシックにGSに入ってから指導1で敗れた。2017年には引退を表明した。2018年からはIJFの放送部門に携わって、Ippon.TVの実況を務めるようになった。

## 主な戦績
63kg級での戦績
- 2002年 - ヨーロッパカデ　優勝
- 2003年 - ヨーロッパユースオリンピックフェスティバル　優勝
- 2003年 - ヨーロッパカデ　優勝
- 2007年 - U23ヨーロッパ選手権　優勝
- 2009年 - ベルギー国際　優勝
- 2009年 - ワールドカップ・リスボン　優勝
- 2010年 - ワールドカップ・ワルシャワ　優勝
- 2011年 - ワールドカップ・ソフィア　優勝
- 2011年 - グランプリ・バクー　3位
- 2011年 - ユニバーシアード　優勝

70kg級での戦績
- 2014年 - ヨーロッパオープン・マドリード　優勝
- 2014年 - グランプリ・ウランバートル　3位
- 2014年 - グランプリ・アスタナ　3位
- 2015年 - グランプリ・タシュケント　2位
- 2016年 - ヨーロッパ選手権　2位

(出典、JudoInside.com)。